# To the Beautiful You
To the Beautiful You (en hangul, 아름다운 그대에게; romanización revisada, Areumdaun geudaeege) también conocida en español como Para ti, hermosa, es una serie de televisión surcoreana de comedia romántica emitida durante 2012, basada en el manga shōjo japonés Hanazakari no Kimitachi e (花ざかりの君たちへ) escrito por Hisaya Nakajo, que narra la aventura de una chica fanática de un famoso atleta, que decide hacerse pasar por hombre e integrarse a la secundaria de hombres donde estudia, para estar más cerca de él.
Es protagonizada por Sulli, Minho de SHINee y Lee Hyun Woo. Fue transmitida por Seoul Broadcasting System, desde el 15 de agosto hasta el 4 de octubre de 2012, finalizando con una longitud de 16 episodios al aire las noches de los días miércoles y jueves a las 21:55 (KST). Esta versión corresponde a la cuarta adaptación del manga seguido por la taiwanesa Hanazakarino Kimitachihe (花樣少年少女) en 2006, la japonesa Hanazakari no Kimitachi E en 2007 y en 2011.

## Sinopsis
La serie se centra en Goo Jae Hee (Sulli), una chica coreana que vive en Estados Unidos. Un día, viendo una competencia deportiva por televisión, se siente atraída por el atleta de salto de altura Kang Tae Joon (Minho). Ella empieza a idolatrarlo y eventualmente se transfiere a Corea del Sur para asistir a la misma escuela que Tae Joon después que él sufre un accidente que podría ponerle fin a su carrera. Sin embargo, el problema empieza porque Tae Joon asiste a una escuela exclusiva de varones, por lo que Jae Hee deberá disfrazarse de uno.

## Reparto

### Personajes principales
- Minho como Kang Tae Joon.
  - Kang Chan-hee como Tae Joon de joven.
- Sulli como Goo Jae Hee / Jay Dawson.
- Lee Hyun Woo como Cha Eun Gyeol.
- Kim Ji Won como Seol Ha Na.

### Personajes secundarios
Estudiantes
- Seo Jun Young como Ha Seung Ri.
- Hwang Kwanghee como Song Jong Min.
- Kang Ha Neul como Min Hyeon Jae.
- Yoo Mih Kyu como Jo Young Man.
- Kim Ian como Na Chul Soo.

### Otros
- Ki Tae-young como Jang Min-woo.
- Kang Kyung Joon como Byeon Gwang Min.
- Lee Young Eun como Lee So Jeong.
- Lee Ah Hyun como Director Jang.
- Ahn Hye Kyung como Yang Seo Yoon.
- Seon Woo como Kang Geun Wook.
- Lee Han-wi como Hwang Gye-bong.
- Julien Kang como Daniel Dawson.
- Nam Ji Hyeon como Hong Da Hae.
- Kim Woo Bin como John Kim.
- Yu Ra como Lee Eun Yeong.
- Jung Eun Joo como Hwang Boo Hee.
- Song Ji Soo como Sin Myeong Hwa.
- Choi Jong Yoon como Min Wook.
- Kwon Hwa-woon

Apariciones especiales
- Sungchu como un Estudiante musculoso.
- EXO como Ellos mismos (ep. 2).
- Go Soo Hee como Mujer que atiende la cafetería (ep. 2).
- Hong rok Gi como DJ (ep. 2).
- Park Tae Sung como Chang Yeon (ep. 3-4).
- Jung Yoo Geun como Jae Gyul (ep. 4).
- LEDApple como Banda Shut Up (ep. 6).

## Producción

### Casting
El 10 de marzo de 2011, SM Entertainment anunció que había adquirido los derechos del manga Hana Kimi y que filmarían una adaptación coreana. Un representante reveló: "La versión coreana tendrá un total de 16 episodios que dibujará esperanzas y sueños. Será una comedia juvenil con una historia tierna pero fuerte, con guapos actores y bellas actrices." 
El 16 de abril se anunció que Minho de SHINee y Sulli de F(x) había sido elegidos para interpretar a la pareja principal, y sería dirigida por Jeon Ki Sang quien previamente había dirigido exitosas series como My Girl y Boys Over Flowers. El 24 de mayo de 2012, se anunció además que el título sería To The Beautiful You y sería escrita por Lee Young Chul, quien escribió la saga High Kick!. El 6 de junio, Hwang Kwanghee de ZE:A fue confirmado como parte del elenco y L de INFINITE estuvo revisando la oferta debido a un cruce de horarios. El 7 de junio, Seo Jun Young fue confirmado como actor de reparto. El 8 de junio se anunció que Kang Kyung Joon había sido elegido como el fresco pero cómico profesor de atletismo, Ki Tae-young como el enfermero del colegio, además los actores Lee Young Eun, Kang Ha Neul, Ahn Hye Kyung y Lee Han Wie fueron confirmados. Después de varias discusiones para el rol, Lee Hyun Woo finalmente fue elegido como Cha Eun-gyul. Kim Ji Won fue corfirmada el 14 de junio y Yoo Min Kyu el 10 de julio.  

### Filmación
La primera lectura de guion se realizó el 7 de junio en el centro de producción de SBS en Ilsan. El 9 de julio, Minho, Sulli, Kwanghee y miembros de EXO fueron vistos en una sesión de fotos para el drama. Como preparación para el rol de Tae Joon, Minho recibió entrenamiento personal durante mes y medio de parte del entrenador Kim Tae Young, exatleta nacional de salto de altura y miembro de la Asociación Coreana de Federaciones de Atletismo. Su récord personal al final de julio fue de 175 cm. 
La filmación comenzó a inicios de julio. En una entrevista con Vogue Girl Korea, Minho confirmó que el drama sería estrenado el 15 de agosto, en lugar del 8 de agosto como inicialmente se decía. La Universidad de MokWon fue usada como locación para el colegio de hombres, Genie Athletic High School, y Anmyeondo fue usado para filmar las escenas de las vacaciones de verano. En la primera escena, Minho realizó un salto de altura. Para la escena de salto de altura más de 100 cámaras de velocidad y potencia fueron utilizadas.

## Recepción
De acuerdo con AGB Nielsen Media, el episodio de estreno logró un 7.4% de audiencia, mientras que su rival en el horario, Arang y el Magistrado de MBC TV logró un 13.3% de audiencia para su primer episodio, sin embargo, el primer lugar lo ocupó el drama de KBS 2TV Bridal Mask con un 19.4% de audiencia.

### Audiencia
En Azul la audiencia más baja y en rojo la más alta, correspondientes a las empresas medidoras TNms y AGB Nielsen.
| Ep. #    | Fecha original de emisión | Share        | Share        | Share       | Share       |
| Ep. #    | Fecha original de emisión | TNmS Ratings | TNmS Ratings | AGB Nielsen | AGB Nielsen |
| Ep. #    | Fecha original de emisión | Nacional     | Seúl         | Nacional    | Seúl        |
| -------- | ------------------------- | ------------ | ------------ | ----------- | ----------- |
| 1        | 15 de agosto de 2012      | 6.4%         | 7.9          | 7.3%        | 9.3%        |
| 2        | 16 de agosto de 2012      | 5.8%         | 7.0%         | 5.7%        | 8.1%        |
| 3        | 22 de agosto de 2012      | 4.8%         | 5.7%         | 5.1%        | 8.4%        |
| 4        | 23 de agosto de 2012      | 5.9%         | 7.2%         | 5.4%        | 8.4%        |
| 5        | 29 de agosto de 2012      | 4.3%         | 5.1%         | 4.8%        | 7.9%        |
| 6        | 30 de agosto de 2012      | 5.8%         | 8.4%         | 5.6%        | 8.5%        |
| 7        | 5 de septiembre de 2012   | 4.7%         | 8.3%         | 4.6%        | 7.8%        |
| 8        | 6 de septiembre de 2012   | 5.4%         | 8.7%         | 5.4%        | 7.9%        |
| 9        | 12 de septiembre de 2012  | 5.5%         | 6.7%         | 5.4%        | 7.9%        |
| 10       | 13 de septiembre de 2012  | 5.8%         | 9.9%         | 5.8%        | 8.6%        |
| 11       | 19 de septiembre de 2012  | 4.3%         | 5.3%         | 4.2%        | 7.3%        |
| 12       | 20 de septiembre de 2012  | 5.1%         | 8.1%         | 4.6%        | 7.3%        |
| 13       | 26 de septiembre de 2012  | 4.4%         | 5.3%         | 4.4%        | 8.0%        |
| 14       | 27 de septiembre de 2012  | 4.8%         | 8.4%         | 4.8%        | 8.0%        |
| 15       | 3 de octubre de 2012      | 4.0%         | 4.7%         | 4.2%        | 8.7%        |
| 16       | 4 de octubre de 2012      | 5.3%         | 5.6%         | 5.2%        | 5.9%        |
| Promedio | Promedio                  | 5.1%         | 5.6%         | 5.1%        | 5.9%        |

## Banda sonora
- «Butterfly» - Jessica y Krystal de F(x)[10]
- «Stand Up» - J-Min[11]
- «It's Me» - Sunny de Girls' Generation y Luna de F(x)
- «In Your Eyes» - Onew de SHINee
- «To the Beautiful You» (Rise & Shine) - Tiffany de Girls' Generation y Kyuhyun de Super Junior
- «Sky» - Super Junior K.R.Y
- «Closer» - Kim Taeyeon de Girls' Generation[12]
- «Maybe We» - Dana de The Grace
- «It's You» (U) - Taemin de SHINee[13]

## Premios
- 2012 SBS Drama Awards: Premio Nueva Estrella (Sulli)
- 2012 SBS Drama Awards: Premio Nueva Estrella (Choi Minho)
- 2012 SBS Drama Awards: Premio Nueva Estrella (Lee Hyun Woo)

## Emisión internacional
- Canadá: All TV.
- Filipinas: ABS-CBN.
- Hong Kong: Now 101.
- India: Puthuyugam TV.
- Indonesia: Indosiar.
- Japón: LaLaTV, DATV y BS-Japan.
- Malasia: One TV Asia y 8TV.
- Singapur: One TV Asia.
- Tailandia: Channel 7.
- Taiwán: ETTV.